# Frankfurter Kreuz

Skiss över Frankfurter Kreuz.

Frankfurter Kreuz är en trafikplats belägen omedelbart öster om Frankfurt Mains flygplats i Frankfurt i Hessen, Tyskland. Här möts motorvägarna A3 och A5 och den är den mest trafikerade trafikplatsen i Tyskland.
A5 binder samman norra Tyskland (Hamburg och Hannover) med den södra delen av landet (Karlsruhe) och vidare till Basel i Schweiz. A3 går från landets västligaste delar (Düsseldorf och Köln) vidare österut mot Nürnberg.